# François Szulman
 (janvier 2025).
Si vous disposez d'ouvrages ou d'articles de référence ou si vous connaissez des sites web de qualité traitant du thème abordé ici, merci de compléter l'article en donnant les références utiles à sa vérifiabilité et en les liant à la section « Notes et références ».
François Szulman est un peintre figuratif français né le 5 juin 1931 dans le 19e arrondissement de Paris et mort le 26 décembre 2024 dans le 10e arrondissement de Paris.

## Biographie
François Szulman naît le 5 juin 1931 à Paris, dans une famille d'ouvriers juifs émigrés de Pologne.
Son enfance se déroule dans le quartier de Belleville à Paris et ses dons pour le dessin se révèlent très tôt.
En 1939 son père s'engage dans la Légion étrangère et, en mai 1940, il est blessé et est fait prisonnier. Libéré d'Allemagne en 1943, il doit se cacher avec sa famille pour échapper aux persécutions du régime de Pétain. 
À la libération, François Szulman peut reprendre le chemin de l'école et est admis à l’École des Arts Appliqués de Paris. Mais les conditions difficiles de l'après-guerre l'obligent à abandonner ses études pour aller travailler dans un atelier de tricots avec son père. Durant ces années il continue néanmoins à peindre dès qu'il le peut, même souvent la nuit.
François Szulman expose pour la première fois au Salon des indépendants en 1951. Depuis, il participe aux principaux salons parisiens : Peintres témoins de leur temps, Nationale des Beaux Arts, Salon d'automne, Comparaisons...
Sa première exposition à Paris en 1967, à la Galerie Régis Langlois, obtient un vif succès[réf. souhaitée]. Dès lors, les galeries et les collectionneurs ne vont plus cesser de s'intéresser à lui[réf. souhaitée] et il va pouvoir enfin se consacrer exclusivement à la peinture.
Il est trésorier de la Nationale des Beaux-Arts de 1984 à 1991.
Il meurt le 26 décembre 2024 à Paris à l'âge de 93 ans et est inhumé au cimetière parisien de Bagneux,.

## Son œuvre
Peintre de paysages, figures, natures mortes, il puise ses thèmes dans la vie, la joie et la peine du monde. Avec une pâte épaisse, qui peut aller jusqu'à évoquer les émaux, il traduit un monde scintillant, de guingois, bon-enfant.
Au travers d'un style faussement naïf qu'il a forgé tout au long des années, il a inventé une peinture singulière et plus abstraite qu'il n'y parait. Car derrière le réalisme formel de ses paysages, de ses natures mortes et de ses peintures urbaines, se dissimile un univers poétique et artificiel.
Par un jeu complexe de couleurs, de formes et de matières, il rend compte d'une sensation brute et éphémère.
Dans un monde onirique, souvent vide d'hommes, ou du moins où les personnes sont toujours stylisées et dans une posture ou un geste immobile, il saisit l’invraisemblance, l'absurdité mais aussi la beauté de ce qui l'entoure et l'étonne. Composition de pierre, provenant des montagnes ou des immeubles, de végétaux, arbres et champs parsemant souvent le premier plan, et de ciels du plus sombre au plus rougeoyant, chaque toile se veut une reconstitution de l'harmonie plastique qui les anime.

## Prix et distinctions
- Médaille de Vermeil de la Ville de Paris
- Médaille d'Or "la sonda" Rome
- Médaille d'Or de la Ville du Raincy
- Médaille d'Argent de la Ville de Vincennes
- Grand Prix de la ville de Taverny
- Grand prix de ville de Villemomble
- Grand Prix du département Seine Saint Denis
- Grand prix de Seine et Oise
- Grand Prix Paris Xe
- Prix des Arts de la ville de Colombes
- Prix de la ville de Barbizon
- Grand Prix Alfred Sisley
- Prix Eugène Boudin
- Prix French Art
- Prix univers des arts
- Prix Paquin
- Chevalier de l'ordre de l'encouragement public
- Médaille d'argent du salon des artistes Français

## Expositions personnelles
1965 - Galerie Achard de Souza - New York
- 1967 - Galerie Régis Langlois - Paris :  Galerie La Violette - Bruxelles
- 1968 - Galerie Régis Langlois - Paris
- 1969 - Galerie La Toleta - Venise
- 1970 - École centrale de Lyon
- 1971 - Palais des Congrès - Vittel :  Galerie Grafikhuset - Stockholm : Galerie Régis Langlois - Paris
- 1972 - Galerie Chantal Wainberg - Nancy
- 1973 - Galerie Lonca- Montauban :  Galerie Régis Langlois - Paris :  Palace Art Corporation - Tokyo - Japon
- 1974 - Galerie Andrieux - Toulouse :  Palace Art Corporation - Tokyo - Japon
- 1975 - Galerie Régis Langlois - Paris :  Palace Art Corporation - Tokyo - Japon 1976 - Galerie Régis Langlois - Paris :  Palace Art Corporation - Tokyo - Japon
- 1978 - Galerie Yamoto - Tokyo - Japon :  Atelier d'Art J.C. Bourreau - Noirmoutier
- 1979 - Art Point Gallery - Tokyo - Japon :  Galerie Pierre l'Horset - Vélizy
- 1980 - Galerie Daimaru - Osaka - Japon :   Centre Communautaire - Metz
- 1981 - Galerie de la chèvre qui danse - Orléans :   Art Point Gallery - Tokyo - Japon
- 1982 - Art Point Gallery - Tokyo - Japon :   Galerie d'Art du Raincy
- 1983 - Amman Gallery - Palm Beach - États-Unis
- 1984 - Palais des congrès - La grande Motte :   Amman Gallery - Palm Beach - États-Unis
- 1985 - Galerie d'Art  lesigny - Lésigny
- 1988 - Galerie d'Art de la place Beauvau - Paris
- 1991 - Galerie Marcestel - Fukuoa - Japon
- 1992  - Galerie d'Art de la place Beauvau - Paris
- 1993 - Galerie La rêverie - Pouilly sur Loire 1994 - Galerie Nadine Bosseur - Alès
- 1995 - Galerie de l'Hôtel de Sault - Beaune
- 1996 - Galerie jacques Goupil - Alençon
- 1997 - Galerie La belle Angèle - Pont-Aven
- 1998 - Galerie Art 3 - Paris
- 2000 - Invité d'honneur des artistes Franciliens
- 2002 - Invité d'honneur du Salon de Paris Xe
- 2004 - Cercle Bernard Lazare - Paris
- 2006 - Galerie Mickael Marciano - Paris
- 2007 - Galerie Jacques Goupîl - Paris
- 2013 - Hôtel de Ville de Paris
- 2014 - Galerie au Bonheur des Artistes - Argenteuil
- 2015 -  Maison Près - Bastille - Paris

## Collections publiques
- Achat de l'état - Musée d'Art Moderne de Paris
- Musée Lohame Haguetaot - Israël
- Musée de l'Holocauste - Washington - États-Unis